# Épinay-sur-Duclair
Épinay-sur-Duclair é uma comuna francesa na região administrativa da Normandia, no departamento de Sena Marítimo. Estende-se por uma área de 6,57 km². Em 2010 a comuna tinha 527 habitantes (densidade: 80,2 hab./km²).